# Afrikanischer Knochenzüngler

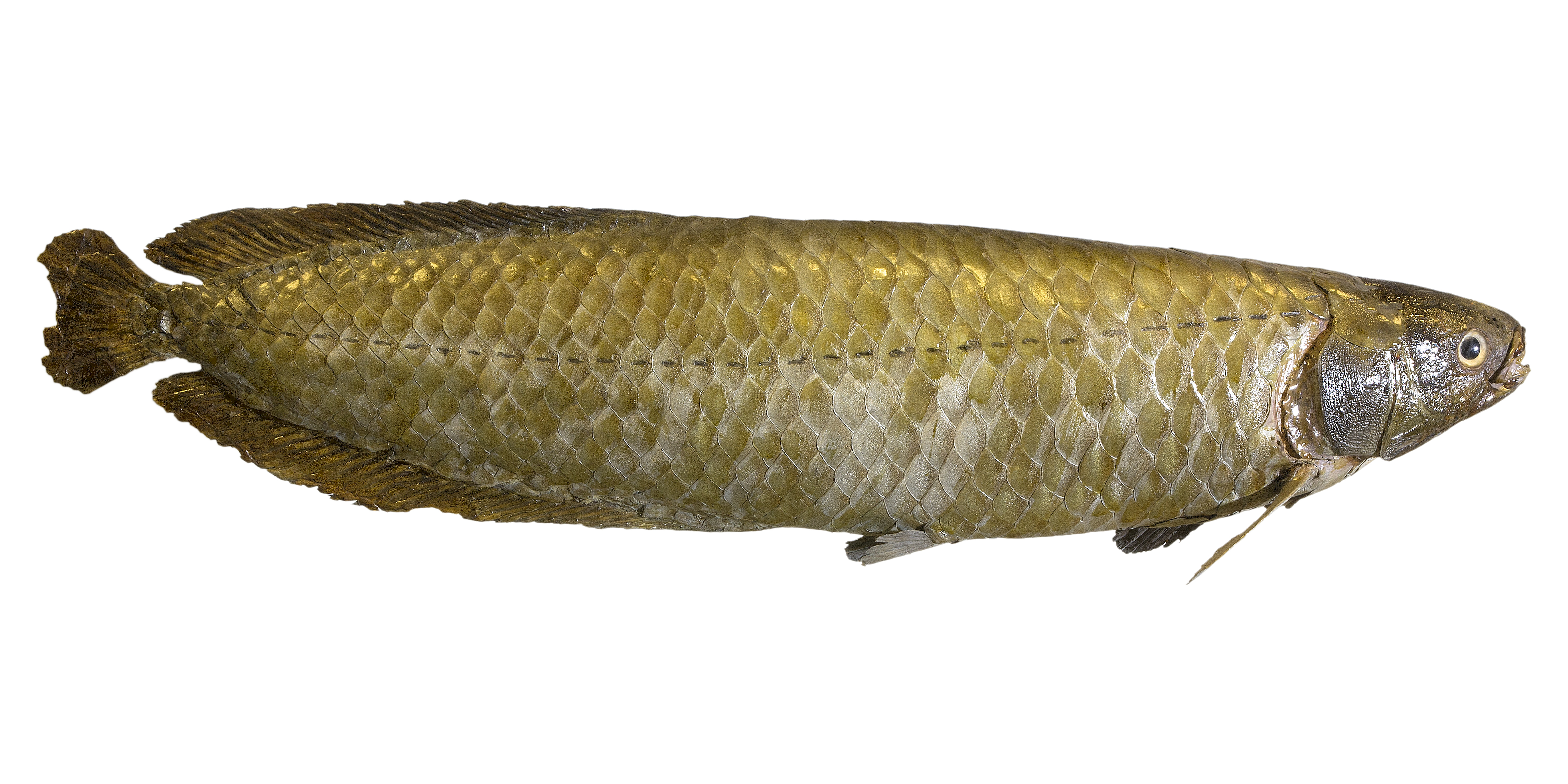
Heterotis niloticus, präpariertes Exemplar im Museum von Toulouse

Der Afrikanische Knochenzüngler (Heterotis niloticus) ist ein Knochenfisch aus der Ordnung der Knochenzünglerartigen. Er hat in seiner ausgedehnten afrikanischen Heimat hunderte Vernakularnamen, von denen aber keiner größere Bekanntheit erlangt hat, so dass die Franzosen ihn den „Namenlosen“ (poisson-sans-nom) nennen. Er wird knapp über 1 m lang und 11 kg schwer, wobei Männchen und Weibchen äußerlich kaum zu unterscheiden sind. (Eine Besonderheit ist, dass beide nur eine linke Gonade haben!)  Im Gegensatz zu seinen nächsten Verwandten ist er kein Raubfisch, sondern lebt fast nur von Feinplankton und Detritus – etwa wie der Küssende Gurami (Helostoma). Daher besitzt solch ein Fisch das Potenzial, als Teichfisch der menschlichen Ernährung zu dienen – dank Luftatmung ist er auch gegen Sauerstoffdefizit im Wasser unempfindlich. Sonst lebt er im freien Wasser größerer Gewässer, aber auch oft in Ufer- und Grundnähe. Vieles von seiner Biologie ist noch unsicher.

## Äußeres
Von allen Knochenzünglern hat Heterotis noch die „normalste“ Fischgestalt. Die Schwanzflosse ist klein und gerundet. Der Schwanzstiel ist sehr kurz. Die Färbung ist gelblich bis dunkel graubraun. Jungfische haben mitunter dunkle Bänder und auf den Schuppen an den Basen der Unpaarflossen dunkle Punkte. Die ovalen Schuppen sind groß (35–40 entlang der leicht abwärts geschwungenen Seitenlinie) und wurmförmig skulpturiert (was bei Teleostei sonst in dem Maße kaum mehr vorkommt). Die großen Augen sitzen gleich hinter den Mundwinkeln (weit vorne und weit seitlich). Da die Maxillen beim Maulöffnen vorschwingen, wird das kleine Maul wie beim Karpfen bald rund (eigentlich quadratisch – es kann aber nicht vorgestreckt werden). Es ist ringsum von lang kegeligen, allerdings nicht sehr spitzen kleinen Zähnen in einer Reihe umstellt, die wohl auch dem Abschaben von Aufwuchs dienen. Das Maul ist etwas unterständig, sein Rand verdickt. Der Kopf bleibt (wie gewöhnlich) beim Wachstum zurück – alte Individuen sind daher recht kleinköpfig. Der Kiemendeckel (mitunter mit schwarzem Fleck) hat seitlich einen sehr breiten Hautsaum, die Kiemenspalte ist also kurz, sie reicht nur bis zur Basis der tief eingelenkten Brustflosse.
- Flossenformel: D 32-37, A 34-39, P 11-12, V 6, C 15.
- 7 dünne Branchiostegalradien.
- 66-69 Wirbel.

## Bau
Joseph Hyrtl lieferte 1854 eine immer noch lesenswerte Anatomie des Fisches.
Auch die Schädel-Deckknochen sind stark skulpturiert. Wegen Mikrophagie besteht eine dichte Kiemenreuse mit 21–76 Branchoctenien auf dem Epibranchiale I und 33–98 auf dem Ceratobranchiale I (d. h. die Zahl nimmt mit dem Alter sehr deutlich zu) – auf den Bögen II bis IV entsprechend weniger. Der „innere Biss“ kann bei diesem Osteoglossiformen nur unbedeutend sein: Basihyale und Parasphenoid sind bloß rau von kleinen Zähnen; ebenso unbedeutend ist die Pharyngealia-Bezahnung. Auf das Epibranchialorgan ist gesondert einzugehen. Wie bei anderen Detritophagen (Dorosoma cepedianum, Mugil cephalus) besteht ein eigener Muskelmagen, in dem mittels Sand etwa Diatomeen oder auch Makrophyten-Samen zerrieben werden. Der Mitteldarm ist lang; an seinem Beginn münden zwei sehr lange Pförtner- oder Pylorusschläuche. Die Schwimmblase geht ohne Verbindungsgang vom Pharynx aus, ist gekammert, mit der Niere breit verwachsen, und setzt sich in den Hämalkanal der (ca. 43) Schwanzwirbel fort. Sie dient obligatorisch (?) der Luftatmung (was Hyrtl noch bezweifelt – gesichert ist es bei dem ähnlich gebauten Arapaima. Die oft noch geäußerte Meinung, Heterotis hätte branchiale Luftatmungsorgane, trifft also keineswegs zu).

## Das Epibranchialorgan
Dorsal öffnet sich (auf beiden Körperseiten) hinter dem vierten Kiemenbogen, innen vom Kiemendeckel, eine Spalte in das knorpelige und muskulöse Epibranchialorgan, das sich zunächst bogig konisch nach vorne krümmt und dann in eine Spirale übergeht, die völlig die Gestalt einer Teller- oder Posthornschnecke (nämlich Planorbis carinatus) zeigt. Der Hohlraum des Organs ist anfangs von Rachenschleimhaut mit kleinen Branchiospinen und zahlreichen Geschmacksknospen ausgekleidet.
Ein Epibranchialorgan ist eine Einrichtung etlicher früher als Heringsartiger („Clupeacei“) zusammengefasster primitiver Teleosteer-Familien mit Plankton- oder Mikrobenthos-Nahrung. Seine Skelettgrundlage könnte das knorplige, sogenannte Epibranchiale des fünften Kiemenbogens sein, das vor über hundert Jahren bei Characinen (Salmlern) entdeckt wurde (M. Sagemehl 1884). Das Organ produziert Schleim, möglicherweise unter dem Einfluss der Geschmacksorgane (nur beim Vorherrschen bestimmter Algen – wobei die Branchioctenien diese erst aufschließen mögen – ?). Eine ähnliche Funktion kann man dem Gaumenpolster der Cyprinidae (vor der Kauplatte – diese Fische haben also bereits „Schlundkiefer“, die „alten“ Heringsartigen bis Gonorynchus noch nicht!) zuschreiben. (Vgl. auch Plecoglossus altivelis, Algenfresser mit schleimproduzierenden Zungenfalten.) In eutrophen Gewässern kann Heterotis sich also allein mittels normaler Atembewegungen ernähren.
Der eingerollte Teil dieses „Mehrzweck-Organs“ wird von einem auffallend dicken Vagus-Ast „der Länge nach“ innerviert. Doch ist die Funktion dieser auffallenden Struktur noch immer  nicht geklärt.
Hyrtl gibt zu: Sollte diese Schnecke ein zusätzliches Atemorgan sein, so nur eins von untergeordneter Bedeutung, denn die Blutversorgung ist zu schwach. Die Form sei dabei unerheblich – was zähle, sei bloß die Oberflächenvergrößerung (was natürlich nicht stimmt: eine Schnecke ist ja für Luft- oder Wasseraustausch ungeeignet). Aber Hyrtl lässt auch Argumente zugunsten einer Sinnesfunktion gelten (Geschmack oder gar Gehör?) – und da ist freilich das Gehör zu bevorzugen angesichts der Schneckenform. ’heterotis’ bedeutet „(Tier) mit speziellen Ohren“ (weil schon sein Entdecker Rüppell die Schnecke so deutete); Hyrtl aber will – trotz der angeführten Überlegungen –, in einer Zeit, da wissenschaftliche Namen auch Sinnträger sein sollten, diesen abgeändert wissen in Helicobranchus (d. h. Schneckenkiemer – da Heterobranchus bereits mit einem Wels präokkupiert war). Man darf gespannt sein, was die Sinnesphysiologie hier noch herausbringt.

## Lebensweise
Kleinere Exemplare finden sich zu lockeren Scharen zusammen, die angeblich gleichzeitig Luft schnappen. Die Nahrung besteht aus Algen, Zooplankton (z. B. Wasserflöhe), Aufwuchs, Detritus (z. B. zerfallendes Makrophytengewebe samt Bakterien und Pilzen), kleinen Früchten und Samen (auch hineingeweht, von Landpflanzen) und Meiobenthos (er gründelt wie ein Karpfen und seiht Schlamm durch. Im Magen und Darm finden sich Enzyme zur Spaltung pflanzlicher Kohlenhydrate) – aber er verdaut auch Würmer, Insektenlarven, kleine Schnecken und Muscheln u. Ä.; große Exemplare (10-12 Jahre alt) „erbeuten“ manchmal sogar kleine Fische.
Geschlechtsreif wird Heterotis mit ca. 40 cm Länge (2–2,5 Jahre alt). In der Laichzeit am Beginn der Regenzeit – er wird da etwas dunkler und Männchen und Weibchen zeigen ein Bindungsritual – wird in Makrophytenbeständen („Schilf“) eine Art kleiner Teich („Nest“, bis 1 m im Durchmesser) angelegt: Pflanzen werden mit den Zähnen nach außen entfernt, der Grund vertieft bzw. außen wallartig aufgehäuft (mit einer Öffnung zum Durchschwimmen). Hundert(?)tausende Eier werden gelegt und bewacht. Die Larven schlüpfen nach etwa drei Tagen, haben anfangs äußere Kiemen ( -fäden: Budgett 1896) und werden weiter vom Männchen  bewacht („geführt“ ?), bis sie sich ins umliegende Pflanzendickicht zerstreuen. Die Mortalität ist anfangs sehr hoch. Das Laichen kann mehrmals pro Saison erfolgen. Das „Nest“ ist für subsistent lebende Menschen verlockend und führte daher lokal leicht zu Populationsbedrohungen (sonst ist er ja recht scheu).

## Verbreitung
Das Verbreitungsgebiet liegt südlich der Sahelzone, vom Senegal bis zum Turkanasee. Dort kommt er in Seen (z. B. Tschadsee), Flüssen, Sümpfen (z. B. im Sudan: Sudd) und Teichen vor. Stellenweise dringt er sogar in Brackwasser (Mangrove, z. B. in Nigeria, Togo) und Salzseen (Turkana- oder Rudolfsee) bei 26–30 °C vor. Vom Menschen wurde dieses Gebiet schon ausgeweitet (z. B. ins Kongobecken) – so dass der Fisch nunmehr etwa (seit 1963) auch auf Madagaskar vorkommt. (Da er Luft atmet, hält er auch ungünstige Transportbedingungen längere Zeit gut aus.) Lokal kann er dabei nützlichere Arten (etwa von Tilapia) bedrängen. (Es scheint also, dass er als Speisefisch nicht allzu geschätzt ist, zumal er Gräten hat.) Auf Grund seiner Ernährungsweise ist er auch für die Aquaristik uninteressant und ungeeignet.

## Verwandtschaft
Da die Knochenzüngler eine phylogenetisch sehr alte Ordnung sind, deren Arten viele Jahrmillionen zur Evolution Zeit hatten, verwundert es nicht, wenn man Heterotis trotz Monotypie bald in eine eigene Familie stellte (Heterotidae – hätte korrekterweise sogar „Heterotididae“ lauten müssen – daher auch heute Unterfamilie Heterotidinae). Nunmehr überwiegt die Auffassung, Familien sollten Verwandtschaften zum Ausdruck bringen. Daher zählt man Heterotis mit Arapaima (aus S-Amerika), trotz beträchtlicher Unterschiede, in die Familie Arapaimidae. C. Ferraris behauptet von letzterer, sie müsste „Arapaimatidae“ heißen – denn der Vernakularname arapaima sei nicht feminin, sondern neutral. Im 19. Jh. hieß der Heterotis übrigens lange Clupisudis.